# Суйково
Суйково (пол. Sójkowo, нім. Soykowo) — село в Польщі, у гміні Іновроцлав Іновроцлавського повіту Куявсько-Поморського воєводства.
Населення — 90 осіб (2011).
У 1975-1998 роках село належало до Бидгощського воєводства.

## Демографія
Демографічна структура станом на 31 березня 2011 року:
|          | Загалом | Допрацездатний вік | Працездатний вік | Постпрацездатний вік |
| -------- | ------- | ------------------ | ---------------- | -------------------- |
| Чоловіки | 46      | 12                 | 30               | 4                    |
| Жінки    | 44      | 11                 | 30               | 3                    |
| Разом    | 90      | 23                 | 60               | 7                    |